# It's Gonna Be Me
It's Gonna Be Me è un singolo della boy band statunitense NSYNC, pubblicato il 5 giugno 2000 come terzo estratto dal loro quarto album No Strings Attached. Il brano è l'unico singolo del gruppo a raggiungere la vetta della Billboard Hot 100.

## Tracce
CD Maxi
1. It's Gonna Be Me (Single Version) – 3:10
2. It's Gonna Be Me (Instrumental) – 3:13
3. This Is Where the Party's At – 3:42
4. Bye Bye Bye (Teddy Riley Mix) – 3:40

USA Remixes Single
1. It's Gonna Be Me (Single Version) – 3:10
2. It's Gonna Be Me (Jack D. Elliot Remix) (Radio Edit) – 3:49
3. It's Gonna Be Me (Digital Black-N-Groove Club Mix) – 8:07
4. It's Gonna Be Me (Jazzy Jim's Remix) – 3:49
5. It's Gonna Be Me (Azza's Groove Mix) – 3:46
6. It's Gonna Be Me (Jack D. Elliot Club Mix) – 6:04
7. It's Gonna Be Me (Digital Black-N-Dub) – 5:15

Eric Prydz Remixes
1. It's Gonna Be Me (Eric Prydz Club Mix) – 9:02
2. It's Gonna Be Me (Eric Prydz Instrumental) – 9:02
3. It's Gonna Be Me (Eric Prydz Radio Mix) – 3:44

### Remix ufficiali
- It's Gonna Be Me [Timbaland Remix] 5:14
- It's Gonna Be Me [Maurice Joshua Remix Edit] 4:11
- It's Gonna Be Me [X Remix] 8:07

## Classifiche

### Classifiche settimanali
| Classifica (2000-01) | Posizione massima |
| -------------------- | ----------------- |
| Australia            | 11                |
| Austria              | 40                |
| Belgio (Fiandre)     | 52                |
| Belgio (Vallonia)    | 59                |
| Germania             | 37                |
| Irlanda              | 23                |
| Italia               | 13                |
| Norvegia             | 11                |
| Nuova Zelanda        | 7                 |
| Paesi Bassi          | 30                |
| Regno Unito          | 9                 |
| Stati Uniti          | 1                 |
| Svezia               | 6                 |
| Svizzera             | 39                |

### Classifiche di fine anno
| Classifica (2000) | Posizione |
| ----------------- | --------- |
| Australia         | 55        |
| Nuova Zelanda     | 31        |
| Svezia            | 75        |